# Фелінологічні організації
Фелінологічна організація, або реєстр породистих кішок (англ. Cat registry) — це організації, що займаються розведенням й вихованням кішок, а також виведенням нових порід, і удосконаленням старих.

## Історія
Перший клуб любителів кішок «National Cat Club» був створений у Великій Британії в липні 1887 року . У цьому ж році були розроблені й прийняті перші стандарти й родовідні кішки. Захищали новий клуб навіть особи королівської крові. Перший клуб кішок увійшов до складу асоціації PCCF (The Governing Council of the Cat Fancy). Ця асоціація обмежена Британськими островами. Створена, вона була в 1910 році й уміщувала на період створення чотири клуби. Це було перше об'єднання клубів любителів кішок. Перевагою GCCF є тверді правила для заводчиків, що виключають у розведенні цілий ряд генетичних дефектів. Це організація, що об'єднала клуби не тільки за територіальною (різні графства Великої Британії), але й за породною ознакою. Однак ряд порід у порівнянні з іншими організаціями має гірший тип. Пов'язано це з наявністю суворого карантину на ввіз тварин у Велику Британію, на замкнутість, недостатню чисельність генофонду асоціації. Асоціація, як і раніше, залишається однією з найавторитетніших у світі. Суддівство GCCF визнають майже всі міжнародні федерації фелінологів. Більшість європейських клубів користується стандартами GCCF. У стандартах GCCF описано ЗО порід кішок і розроблена оцінна шкала за окремими групами кожної породи. Варіанти стандартів порід з новим забарвленням є тимчасовими. Наприклад, стандарти груп порід російські чорні й російські білі, орієнтали забарвлень «карамель», «кориця» та інші.
У Європі перший клуб кішок був створений у Німеччині в 1922 році.

## Фелінологічні організації
Усі існуючі нині міжнародні фелінологічні організації можна умовно поділити на організації європейської та американської систем. Вони відрізняються між собою формою проведення роботи, суддівством, правилами актування кошенят тощо.

### Європейські організації
Європейська система характеризується тим, що для визначення якості кошенят, які народилися в розплідниках, проводиться актування. Дані актування заносяться в племінні книги, на підставі яких видаються метрики й родоводи. Суддівство на виставках звичайно закрите. Суддя проводить експертизу ізольовано, без присутності власника. На кожну виставлену тварину заповнюється оцінний лист.
Сьогодні у Європі існує цілий ряд континентальних інтернаціональних об'єднань, велика кількість незалежних клубів, які не входять у жодні організації. Це Об'єднання незалежних клубів — COOV, а також МССІ, VVCA, VFI та інших. У Франції, наприклад, з 40 клубів тільки 7 входять до складу FIFE. Були засновані в Європі нові міжнародні фелінологічні об'єднання: World Association Cat Clubs (WACC), European Cat Union (ECU), Federation Feline European (FFE), International Cat Federation (ICF).

### Американські організації

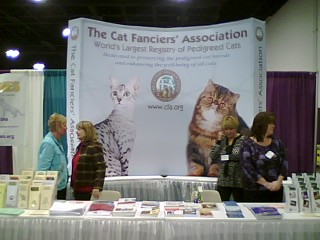
CFA на 2008 CFA International Cat Show, Атланта, США, 22 листопада 2008

Американська система характеризується тим, що об'єднує саме власників розплідників, а не клуби. Заводчик сам, без актування, представляє дані на народжених у розпліднику кошенят у центральний офіс асоціації. З центрального офісу йому висилають документи на кошенят (грін-карти, або «зелені карти»). Там же майбутні власники на підставі грін-карт замовляють родоводи. Американська система надає перевагу відкритому суддівству, оцінні листи не заповнюються.
У США племінним розведенням кішок займаються з 1899 року, але, на відміну від інших країн, там немає єдиного об'єднання всіх клубів. У США є кілька об'єднань, серед яких слід згадати тільки найбільші.

#### CFA
Найбільшим авторитетним об'єднанням є CFA (англ. The Cat Fanciers' Association). Ця асоціація виникла в 1906 році, але зареєстрована була тільки в 1919 році. CFA має клуби не тільки в США й Канаді, але й у країнах Європи, Японії, Росії. Має в США найбільший реєстр породних кішок. Список визнаних CFA порід обмежений. Саме завдяки цій організації світ довідався про екстремальний тип перської породи. CFA належить пріоритет визнання таких порід, як мейн куни, рекси, абіссинці (сомалі). Виставки проводять не тільки в Америці, але й у Європі. Деякі заводчики європейських країн реєструють розплідники й у клубі своєї країни, і в CFA. При цьому родоводи оформлюються в національному клубі, а реєструються в США.

#### ТІСА
Друга за величиною організація — ТІСА (англ. The International Cat Association) — сформована в 1979 році. Складається вона з індивідуальних членів (власників тварин і заводчиків). Вони вирішують всі основні питання діяльності асоціації. Основна діяльність ТІСА — проведення виставок і пропаганда, підтримка головної організації. Видача родоводів, реєстрація приплодів і розплідників є привілеєм тільки центрального офісу асоціації. Клуби — члени асоціації таких прав не мають. Виставкова діяльність ведеться за американською системою. Правила проведення виставок і титулування ліберальніші, ніж у CFA. На виставках передбачена система відсутності позначення чемпіонських класів кішок у суддівських відомостях. Таким чином, судді не знають, яке звання у оцінюваної тварини, й оцінюють її, виходячи з даних на момент експертизи. Інформація про членів ТІСА й зареєстрованих тварин, їхні племінні якості заноситься в головний комп'ютер асоціації. Будь-який житель країни може замовити родовід і швидко одержати його. Організація має у своїх рядах закордонних представників. Активно веде пошуки партнерів у Європі.

#### ACFA
Третій за величиною реєстр породистих кішок Америки має організація ACFA (American Cat Fanciers Association), що була заснована в 1955 році. Неодноразово розпадалася на кілька частин. Більшість відокремлених організацій згодом утратили своє значення. На цей час членство обмежене в основному США й Канадою. Має лише декількох закордонних членів. Не має представництва ані в Росії, ані в Україні. Однак легко вступає в товариські відносини з іншими організаціями. Членство індивідуальне. Діяльність обмежена організацією виставок.

#### CFF, АСА, ICF
Крім вищевказаних, у США є цілий ряд невеликих організацій — CFF, АСА, ICF й інших. Наприклад, CFF (The Cat Fanciers' Federation) — одна з найстаріших американських федерацій любителів кішок. Зареєстрована в 1919 році реорганізована в 1972 році- Роботу провопить в основному на Середньому Захолі й у східній частині Сполучених Штатів Америки. Сьогодні членами CFF є понад 70 клубів і 7500 розплідників із США, Канади, Росії, Німеччини, Великої Британії та Голландії. Активно зміцнює зв'язки з міжнародними й національними організаціями любителів кішок — такими як WCF, ACFA, FFE (Фелінологічна Федерація Європи), ССА (Канадська Асоціація Кішок). У CFF укладені договори про взаємне визнання (у тому числі родоводів й експертів) і співробітництво. Має невеликий реєстр породистих кішок і проводить невелику кількість виставок на рік. Правила реєстрації кішок і кошенят — за американською системою. Членами можуть бути як клуби, так і приватні особи.

#### FIFE
Особливої уваги заслуговує міжнародна фелінологічна організація FIFE (Federation International Feline). Була організована в 1949 році завдяки зусиллям М. Равель (Франція) як міжнародна організація за назвою United Nations Organization of the Cat Fancy. Спочатку обслуговувала тільки європейські об'єднання любителів кішок. У момент заснування цієї організації до її складу ввійшли представники 26 країн. В 1981 році міжнародна організація була зареєстрована в Женеві під .іншою назвою — Federation International Feline (FIFE). її статут базується на швейцарському законодавстві. В 1998 році в складі FIFE налічувалося 40 організацій з різних країн світу. Зараз вона включає членів з Аргентини, Бразилії, Малайзії, Мексики, Сінгапуру, Японії, Росії та Білорусі, тому має повне право називатися всесвітньою. Членами цієї організації від країни, республіки, держави може бути тільки одна спілка чи об'єднання. Виняток зроблено для Австрії й Нідерландів, які представлені двома клубами кожна. Вищим законодавчим органом організації є Генеральна Асамблея, що скликається щорічно наприкінці травня. Кожна організація — член FIFE має рівні права при голосуванні на її засіданнях. Для координації діяльності FIFE Асамблея обирає склад правління, до якого входять б осіб і три комісії (експертно-племінна, виставкова й дисциплінарна).
Одне зі статутних правил FIFE свідчить, що реєстрація тварин і видача родоводів повинна здійснюватися усередині країни централізовано тільки головним клубом. FIFE була і є однією з найконсервативніших організацій щодо прийнятих стандартів порід кішок, однак останнім часом змінила свою політику щодо інших клубів та асоціацій. Раніше титули незалежних клубів та їхніх родоводів не визнавалися. Тепер заводчик будь-якого клубу може виставляти свою тварину на виставках FIFE з усіма титулами, заробленими за іншими виставковими системами, які, однак, не зараховуються. Раз на рік FIFE проводить Всесвітню виставку кішок. Тепер стало можливим проводити спільні виставки незалежних клубів і клубів FIFE. Стиль роботи FIFE полягає в суворому дотриманні правил, прекрасній організації племінної і виставкової роботи. Американські, англійські й канадські клуби любителів кішок не є членами FIFE.

#### WCF
Щоразу більшу популярність здобуває організація WCF (World Cat Federation). Вона створена в 1988 році в Ріо-де-Жанейро (Бразилія). Вважається найдемократичнішою серед міжнародних організацій. Членом федерації може бути клуб або об'єднання клубів. Організація не обмежує членство тільки одним клубом. У WCF можуть вступати кілька незалежних у своїй діяльності клубів однієї країни. Члени федерації можуть видавати свої власні родоводи. Багато членів федерації — російськомовні. Однак офіційними прийняті три мови: німецька, англійська, французька. Базується організація в Німеччині в місті Ессені. Основні напрямки діяльності: реєстрація міжнародних розплідників, освіта, навчання й тестування суддів, затвердження стандартів і балів для оцінки породних якостей, видання правил і визначення класів для виставок, встановлення міжнародних зв'язків. Федерація не веде реєстр породистих кішок. Експерти федерації не мають права вимагати грошову винагороду за суддівство, але можуть приймати подарунки від клубів, що їх запрошують. Уставом WCF визнаються всі виставки, які відповідають міжнародним правилам, визнаються титули FIFE, CFA, ACF з можливістю одержання титулу Всесвітній чемпіон.

## Фелінологічні організації на теренах СНД
Зараз багато клубів кішок країн колишнього СРСР і Росії стали членами різних міжнародних організацій і проводять виставки за їхніми правилами. У свою чергу, клуби СНД об'єднуються у федерації й асоціації і всередині колишньої країни.

### Україна
Найбільшим фелінологічним об'єднанням в Україні є ФАУ (Фелінологічний Альянс України). Це Всеукраїнська громадська організація любителів кішок. Заснована 16 вересня 1998 року в Києві. У середині 2000 року вступила в WCF. Припускає три варіанти членства: індивідуальне, розплідникове (заводське), клубне. Займається організацією виставок, веде племінну книгу.
Нерідко буває так, що в одній і тій самій країні кілька клубів входять у різні міжнародні організації.
Основні завдання, які стоять перед такими організаціями — проведення роботи із племінного розведення й популяризації породистих кішок, організація виставок, видача єдиних родоводів та інших.

### Росія
В 1989 році в Москві великою групою клубів любителів кішок колишніх республік і міст СРСР була створена асоціація Assolux International. Назву вона одержала в 1992 році. Має велику мережу філій у Росії й державах СНД, деяких членів в інших країнах світу. Підтримує тісні зв'язки з American Cat Club, з іншими організаціями. Веде центральний реєстр кішок. Ставить своєю метою захист родоводів від фальсифікації. Побудовано організацію на основі найстаріших американських клубних систем. Виставки проводяться в ринковій формі.
У травні 1994 року була утворена Міжнародна фелінологічна асоціація (МФА). Є членом International Cat Federation і представником цієї міжнародної організації у країнах СНД і Східної Європи. Клуби МФА визнають єдині стандарти GCCF, єдиний стандарт на сибірську породу, єдине оформлення Міжнародного чемпіона. Не визнаються породи, які мають ознаки, що завдають шкоди здоров'ю кішки (безхвостість, капловухість, безшерстність та інші). Мають єдину систему підготовки суддів. Клуби МФА можуть самостійно вибирати методи розведення, запрошувати суддів, оформляти родоводи (кожен клуб видає свої документи про походження). МФА визнає титули суддів Європи й США, незалежно від системи. Правилами МФА дозволяється проведення подвійної експертизи за одноденну виставку. Співпрацює з будь-якими клубами й федераціями.
Підготовкою і підвищенням кваліфікації суддів займається Міжнародна колегія експертів-фелінологів (МКЕФ), офіційно зареєстрована в органах юстиції РФ організація. Вона об'єднує експертів різних клубів й організацій із країн СНД, регулярно проводить суддівські семінари (щодо породних груп, генетики, проблем суддівства тощо).
Найбільшою на сьогодні загальноросійською фелінологічною організацією є РФФ (Російська Фелінологічна Федерація). Була створена в 1996 році, об'єднавши 45 суб'єктів. Список членів поповнюється постійно. На сьогодні включає ЗО незалежних організацій-членів, 45 регіональних відділень, а також представництво в Україні й Молдові. В 1996 році була прийнята в члени WCF.